# Johann Heinrich Pestalozzi
Pour les articles homonymes, voir Pestalozzi.
Johann Heinrich Pestalozzi, né le 12 janvier 1746 à Zurich et mort à Brugg le 17 février 1827, est un pédagogue éducateur et penseur suisse, pionnier de la pédagogie moderne. Il est connu pour avoir cherché à appliquer les principes de l'Émile de Rousseau, ensemble de théories novatrices sur l'éducation et la pédagogie publié en 1762. Pestalozzi influence le philosophe Fichte, qui veut intégrer la pédagogie à la philosophie transcendantale de la liberté ainsi que le pédagogue Friedrich Fröbel. 
Il est proclamé citoyen français par l’Assemblée législative le 26 août 1792.
Franc-maçon, il fut membre de la Loge de Paris Contrat social, fondée en 1776.

## Biographie

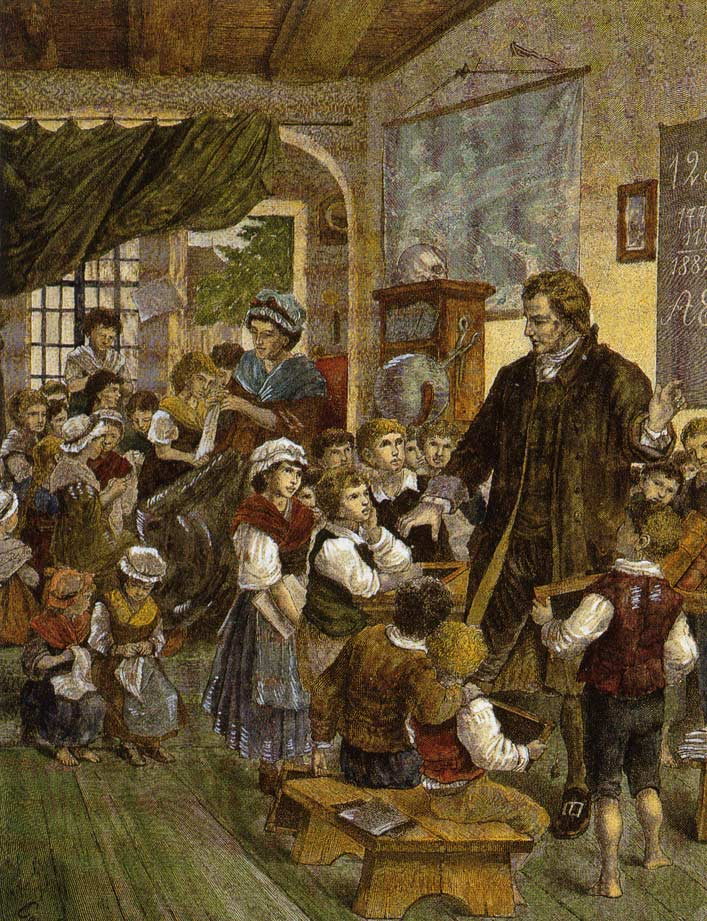
Johann Heinrich et Anna Pestalozzi entourés de leurs élèves

Influencé par les idées de Jean-Jacques Rousseau, il voue sa vie à l'éducation des enfants pauvres. En 1782 il est affilié aux Illuminés de Bavière sous le nom d'Alfred. En 1799, la bataille de Stockach a laissé derrière elle de multiples orphelins. C'est pour cette raison que Johann Heinrich Pestalozzi a été appelé afin de former un orphelinat. Par la suite, il va chercher à éduquer et former tous les enfants qui sont en sa présence, même s'ils refusent au départ cette éducation. Il pense une école à laquelle les parents devront envoyer leurs enfants, dispensant des premiers apprentissages et mettant en œuvre une pédagogie active, en lien avec les besoins environnants des enfants et la profession à laquelle ils sont promis. Les diverses écoles qu'il fonde — notamment à Stans, Berthoud et Yverdon-les-Bains — servent de modèles dans toute l'Europe. Ses méthodes d'éducation nouvelle, concrètes et directes, fondées sur le développement progressif de toutes les facultés, sont exposées dans ses ouvrages, dont le roman humanitaire Léonard et Gertrude (1781-1787) et l'essai Comment Gertrude instruit ses enfants (1801). 
Le premier de ces deux ouvrages, nourri des connaissances de l'auteur sur la campagne et le monde paysan, est publié en quatre volumes. Ils articulent leur action autour de la vie de quatre personnages : Gertrude, Glüphi, un pasteur non nommé, et Arner. Gertrude est une épouse et une mère habitant le village de Bonnal. Elle enseigne à ses enfants la manière dont on peut mener moralement sa vie à partir de la foi et de l'amour de Dieu. Glüphi, un professeur d'école, constatant les succès de Gertrude avec ses enfants s'efforce de prendre exemple sur elle. Un pasteur adopte également la méthode pédagogique de Gertrude. Glüphi et ce pasteur sont aidés par Arner, un responsable politique qui sollicite une aide de l'État. À travers ces quatre personnages symbolisant quatre institutions distinctes, une harmonie se met en place et tout le monde se voit offrir une éducation bienveillante. Si le premier des quatre volumes connut un large succès, les trois suivants ne furent guère lus, ni réédités. Pestalozzi avait prévu encore deux volumes, mais le cinquième fut perdu lors d'un voyage à Paris en 1804 et on ne sait si le sixième fut jamais écrit.  
Gertrude instruit ses enfants est à nouveau l'occasion d'attirer l'attention du public littéraire. Son large succès a des effets importants sur les opinions et les pratiques pédagogiques. Écrit sous la forme de quatorze lettres adressées par Pestalozzi à son ami relieur Heinrich Gessner, qui habite Berne, il évoque, pour les trois premières missives, la façon dont Krüsi, Tobler, Büss et lui-même en sont arrivés à leur situation d'alors à Berthoud. Les lettres IV à XI sont consacrées à des réflexions, nourries d'expériences remémorées, relativement à l'instruction et à la théorie de l'éducation. Si la douzième lettre est consacrée à l'éducation physique, les deux dernières abordent le sujet de l'éducation morale et religieuse. Le but de Pestalozzi, dans cet ouvrage, était de montrer que, en réduisant la connaissance à ses éléments fondamentaux et en construisant une série d'exercices organisés selon des principes tirés de la psychologie, tout un chacun peut instruire ses enfants efficacement. Grâce à ce succès littéraire, beaucoup de gens vinrent voir et visiter l'école de Berthoud de toutes les régions de Suisse et d'Allemagne. L'école grandissait, s'assurant un excellent succès. Toutefois, les réformes issues de l'intégration de la Suisse à l'empire de Napoléon l'obligèrent à quitter Berthoud, après avoir dû rendre les bâtiments à l'État.
De 1804 à 1825, Pestalozzi réside à Yverdon où il fonde un institut pour les jeunes gens, un institut pour les jeunes filles, un institut pour les sourds-muets et un institut pour les enfants pauvres. Il a notamment eu pour élève le pédagogue français Hippolyte Léon Denizard Rivail, plus connu sous le pseudonyme Allan Kardec.
Pestalozzi, élu président de la Société helvétique, écrit pour elle ses deux derniers opuscules : Discours prononcé à Langenthal le 26 avril 1826 et Essai d'une esquisse de ce qui constitue l'idée de l'éducation élémentaire. 
Ses principes éducatifs sont :
- présenter l'aspect concret avant d'introduire les concepts abstraits ;
- commencer par l'environnement proche avant de s'occuper de ce qui est distant ;
- faire précéder d'exercices simples les exercices compliqués ;
- procéder graduellement et lentement.

Sa méthode se déploie dans trois directions : la tête, le cœur et la main, mis en parallèle avec trois verbes : connaître, vouloir, apprendre.  
Sa pédagogie reste ancrée dans les domaines agricoles et professionnels et elle préconise l'enseignement mutuel. Les progrès qu'il a pu réaliser se situent sur des plans moraux et humains et non sur des plans économiques.  
Son nom est donné au village d'enfants Pestalozzi à Trogen.

## Publications

### Éditions originales
- Lienhard und Gertrud (de), Francfort et Leipzig, 1781-1787, 4 vol.
  - traduction en français : 
    - Léonard et Gertrude, ou les Mœurs villageoises, telles qu'on les retrouve à la ville et à la cour. Histoire morale traduite de l'allemand, Berlin, G. J. Decker, 1783, XXX-416 p.
    - Léonard et Gertrude (Bâle, Decker SV, 1781-1787)
    - (édition critique) : Léonard et Gertrude : un livre pour le peuple : première et deuxième parties (traduction de Léon van Vassenhove ; introduction de Daniel Troehler ; commentaire de Philippe Kaenel), Le Mont-sur-Lausane, LEP (collection Pestalozzi), 2014, 376 p.
- (de) Christoph und Else, mein zweytes Volks Buch, Zürich et Dessau, J. C. Fuessly, 1782.
- (de) Über Gesezgebung und Kindermord. Wahrheiten und Träume, Nachforschungen und Bilder, Francfort, Leipzig, 1783, 390 p.
- (de) Meine Nachforschungen über den Gang der Natur in der Entwicklung des Menschengeschlechts (Mes recherches sur la marche de la nature dans le développement du genre humain), Zurich, Gessner, 1797, 234 p.
- (de) Figuren zu meinem ABC Buch oder zu den Anfangsgründen meines Denkens, Bâle, Flik, 1797, 324 p.
- (de) Pestallozzi's Elementar-Bücher, Zürich, Gessner, 1803-1804, 5 vol.
- (de) Wie Gertrud ihre Kinder lehrt, 1801 ; seconde édition, 1820
  - traduction en français : Comment Gertrude instruit ses enfants, Paris, Delagrave, 1887[6]
- (de) Buch der Mütter, oder Anleitung für Mütter ihre Kinder bemerken und reden zu lehren. Erstes Helft, Zürich et Berne, H. Gessner, 1803, XVI-164 p.
- (de) A B C der Anschauung, oder Anschauungs-Lehre der Massverhältnisse, Zürich et Berne, H. Gessner, 1803, 2 vol.
- (de) Meine Lebenschicksale als Vorsteher meiner Erziehungs Institute in Burgdorf und Iferten, Leipzig : G. Fleischer, 1826, 251 p.
- (fr) Méthode théorique et pratique de Pestalozzi, pour l'éducation et l'instruction élémentaires ; publiée en français par lui-même. Premier cahier, Paris, Lassime, 1826, 112 p. Lire en ligne.
- Lettres de Stans (1799)
- Éphémérides de l'humanité

### Éditions critiques
- Johann Heinrich Pestalozzi, Oui ou non?, Lausanne, Éditions LEP, 2008, 120 p., 16x24cm (ISBN 978-2-606-01238-0)
- Johann Heinrich Pestalozzi, Daniel Tröhler, Michel Soëtard, Écrits sur la méthode, vol. 1, Lausanne, Éditions LEP, 2009, 200 p., 16x24cm (ISBN 978-2-606-01304-2)
- Johann Heinrich Pestalozzi, Daniel Tröhler, Michel Soëtard, Écrits sur la méthode, t. 2, Lausanne, Éditions LEP, 2010, 184 p., 16x24cm (ISBN 978-2-606-01305-9).